# Décès en 934
Décès
- 930
- 931
- 932
- 933
- 934
- 935
- 936
- 937
- 938

Cette page dresse une liste de personnalités mortes au cours de l'année 934 :
- 3 mars : Ubayd Allah al-Mahdi, imâm des ismaéliens, fondateur du califat fatimide[1].
- 1er novembre : Byrnstan,  évêque de Winchester.

- Ahmad ibn Hamdan Abu Hatim al-Razi, théologien, philosophe et missionnaire en chef (Da'i al-Mutlaq) persan ismaili.
- Emma de France, princesse franque, successivement duchesse de Bourgogne (921-923) et reine des Francs (923-934).
- Ibn Duraid, ou Abou Bakr Mohammed ibn al-Hasan ibn Duraid al-Azdi, poète, géographe, généalogiste, lexicographe et philologue arabe.
- Gothfrith Uí Ímair, roi de Dublin de 921 à  934  et  du  Royaume viking d'York en 927.
- Olaf Haraldsson Geirstadalf, roi du Vingulmark et du Vestfold.
- Mélias, prince arménien.

## Crédit d'auteurs
- Cet article est partiellement ou en totalité issu de l'article intitulé « 934 » (voir la liste des auteurs).